# Roxanne Benjamin
Roxanne Benjamin (Pensilvania, Estados Unidos) es una directora de cine, escritora y productora estadounidense. Es conocida por crear y producir las películas de antología de terror V/H/S, incluyendo V/H/S y V/H/S/2. Produjo, dirigió y escribió la antología de horror Southbound,la película antológica XX, Body at Brighton Rock y There's Something Wrong with the Children.

## Filmografía

### Cine
| Año  | Título                                    | Rol                           | Notas                                                                      |
| ---- | ----------------------------------------- | ----------------------------- | -------------------------------------------------------------------------- |
| 2012 | V/H/S                                     | Producción                    |                                                                            |
| 2013 | V/H/S/2                                   | Producción                    | Papel como zombi                                                           |
| 2014 | Faults                                    | Producción                    |                                                                            |
| 2014 | V/H/S: Viral                              | Producción                    |                                                                            |
| 2015 | The Devil's Candy                         | Producción                    |                                                                            |
| 2015 | Southbound                                | Dirección, guion y producción | Segmento "Siren"                                                           |
| 2017 | XX                                        | Dirección, guion y producción | Dirigió segmento "Don't Fall", coescribió el segmento "The Birthday Party" |
| 2019 | Body at Brighton Rock                     | Dirección, guion y producción |                                                                            |
| 2023 | There's Something Wrong with the Children | Dirección                     |                                                                            |

### Televisión
| Año  | Título                                           | Notas                                                                           |
| ---- | ------------------------------------------------ | ------------------------------------------------------------------------------- |
| 2019 | Creepshow                                        | Episodios: "La media naranja de Lydia Lane", "Skinwalkers"                      |
| 2020 | Riverdale                                        | Episodio: "Capítulo sesenta y siete: Varsity Blues"                             |
| 2020 | Las escalofriantes aventuras de Sabrina          | Episodio: "Capítulo veinticinco: El diablo interior"                            |
| 2021 | Nancy Drew                                       | Episodios: "La leyenda del zafiro araña", "La búsqueda del hotel del asesinato" |
| 2022 | Lindas y pequeñas mentirosas: el pecado original | Episodio: "Capítulo nueve: Muerto y enterrado"                                  |
| 2022 | One of us is lying                               | Episodios: "Simón dice que es mejor orar", "Simón dice ho,ho,ho"                |